# 卡特·埃克特
卡特·埃克特（Carter Eckert，1945年—2024年12月13日）是一名美國學者與哈佛大學韓國史教授。

## 早年生活和教育
出生於伊利諾伊州芝加哥.。大學就讀勞倫斯大學，專攻為西方古代和中世紀史。畢業後又於1968年從哈佛大學取得文學碩士學位。
從哈佛畢業後，他加入成為和平隊的義工前往韓國。回國後從華盛頓大學取得韓國和日本史博士學位。

## 學術生涯
他於1985年加入哈佛大學。
在2004年，他被任命為首位SBS尹世榮教授。這個教授職位乃是紀念前SBS會長尹世榮而設立的。
他亦有向美國國務院就北韓問題提供意見。

## 著作
- Korea, old and new: a history (1990)
- Offspring of Empire: The Koch'ang Kims and the Colonial Origins of Korean Capitalism, 1876-1945 (1991); Nihon Teikoku no mōshigo: Kōshō no Kin ichizoku to Kankoku shihon shugi no shokuminchi kigen 1876-1945  (2004). Winner John K. Fairbank Prize
- Hanʼguk kŭndaehwa, kijŏk ŭi kwajŏng (한국근대화)  Modernization of the Republic of Korea: a Miraculous Achievement (2005)
- Park Chung Hee and Modern Korea: The Roots of Militarism, 1866–1945 (2016)